# Pessach
Pessach (do hebraico פסח, que significa passar por cima ou passar sobre), também conhecida como "Festa da Libertação", celebra a história bíblica da libertação dos hebreus da escravidão no Egito.

## Casa
De acordo com a tradição, a primeira celebração de Pessach ocorreu há 3.500 anos, quando, de acordo com a Torá, Deus enviou as dez pragas do Egito sobre o povo egípcio. Antes da décima praga, o profeta Moisés foi instruído a pedir que cada família hebreia sacrificasse um cordeiro e molhasse os umbrais (mezuzot) das portas com o sangue do cordeiro, para que não fossem acometidos pela morte de seus primogênitos.
Chegada a noite, os  hebreus comeram a carne do cordeiro, acompanhada de pão ázimo e ervas amargas (como o rábano, por exemplo). À meia-noite, um anjo enviado por Deus feriu de morte todos os primogênitos egípcios, desde os primogênitos dos animais até mesmo os primogênitos da casa do Faraó. Então o Faraó, temendo a ira divina, aceitou liberar o povo de Israel para adoração no deserto, o que levou ao Êxodo.
Como recordação dessa liberação, e do castigo de Deus sobre o Faraó, foi instituído para todas as gerações o sacrifício de Pessach.
É importante notar que a palavra Pessach significa "passagem", porém a passagem do anjo de morte, e não a passagem dos hebreus pelo Mar Vermelho ou outra passagem qualquer, apesar do nome evocar vários simbolismos.
Um segundo Pessach era celebrado em 14 de Iyar, para pessoas que na ocasião do primeiro Pessach estivessem impossibilitadas de ir ao Tabernáculo, fosse por motivos de impureza ou por viagem.

## Celebração de Pessach na época do Segundo Templo

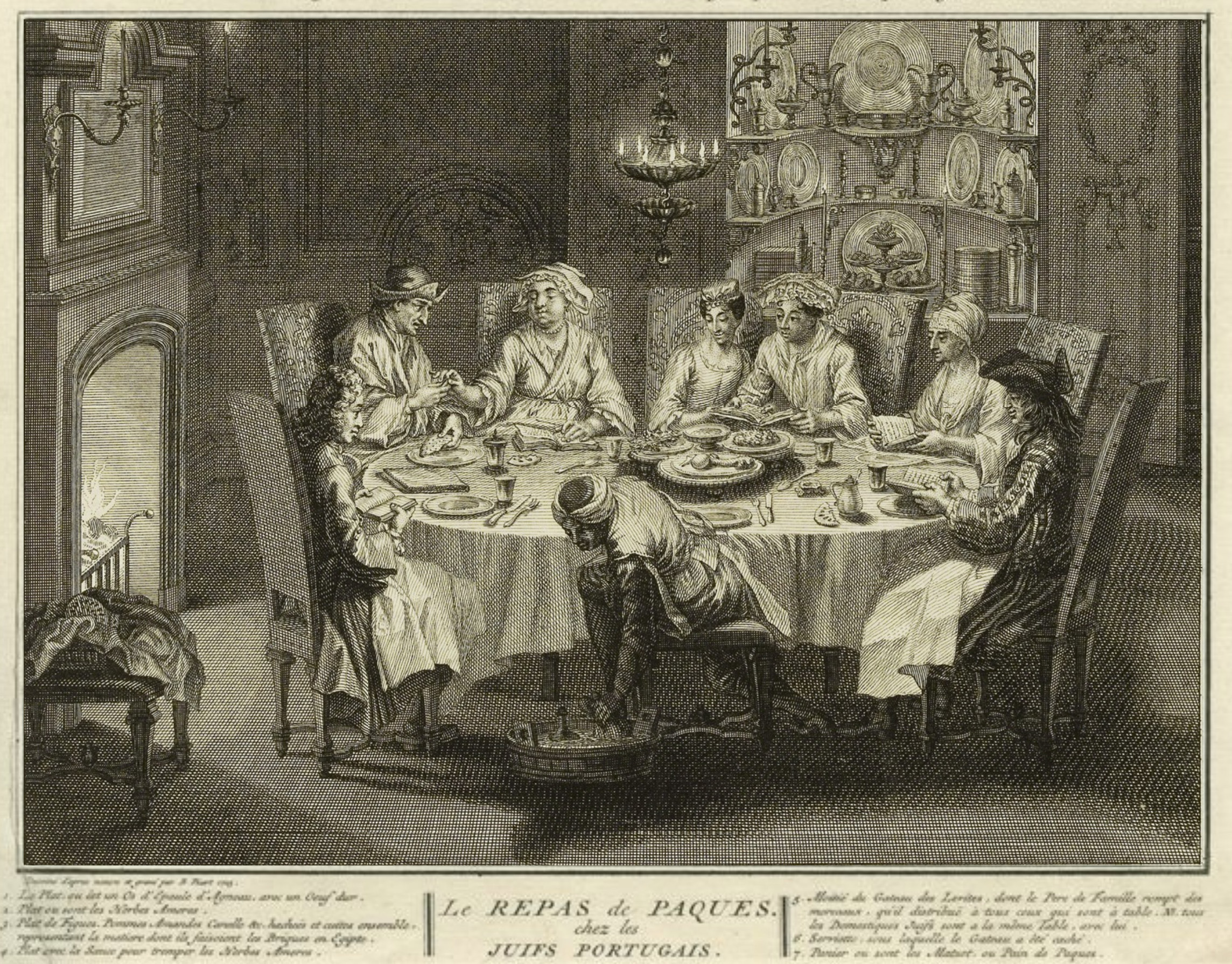
Pessach na Holanda

Pessach caracterizava-se por ser uma das três festas de peregrinação ao Templo de Jerusalém. Um mês antes da festividade, Jerusalém tinha suas estradas reformadas  e poços restabelecidos para garantir o conforto dos peregrinos. Geralmente todos aqueles que distanciavam trinta dias de jornada de Jerusalém vinham para as festividades, o que aumentava a população de cerca de 50 mil para cerca de três milhões. Os peregrinos geralmente se hospedavam na cidade e em cidades vizinhas, em acampamentos ou em casa de conhecidos.
Em 14 de Nissan/Abib, pela manhã, o chametz (alimento fermentado) era eliminado e os sacerdotes do Templo preparavam-se para a Pessach. O trabalho secular encerrava-se ao meio-dia e se iniciavam os sacrifícios às quinze horas. A oferenda de Pessach constituía-se de cordeiros ou cabritos, machos, de um ano de idade, e abatidos pela família (era permitido um cordeiro por família) em qualquer lugar no pátio do Templo. O shochet efetuava o abate, e o sangue era recolhido pelos cohanim em recipientes de prata e ouro, que passavam de um para outro até o cohen próximo ao altar, que derramava o sangue na base deste altar. O recipiente vazio depois retornava para novo uso. Estes recipientes não podiam possuir fundo plano para evitar a coagulação do sangue. Em seguida, o animal era pendurado, esfolado e aberto, e tinha suas entranhas limpas de todo e qualquer excremento. A gordura das entranhas, o lóbulo do fígado, os dois rins com a gordura sobre estes e a cauda até a costela eram retirados e colocados em um recipiente.
As oferendas de Pessach eram feitas em três grupos com cada um de no mínimo trinta homens. O primeiro grupo deveria entrar e quando o pátio do Templo estivesse cheio, os portões eram fechados. Os levitas entoavam o Halel e o repetiam, se necessário, até que todos houvessem sacrificado seus animais. A cada vez que o Halel era entoado, os cohanim tocavam três toques de shofar: Tekiá, Teruá e Shevarim. Após a oferenda queimada das partes do sacrifício, os portões eram abertos, o primeiro grupo saía, entrava o segundo e se iniciava novamente o processo. E depois com o terceiro grupo. Após todos terem saído, lavava-se o pátio da sujeira que ali se acumulara. Um duto de água atravessava o pátio do Templo e havia um lugar por onde ele saía. Quando se queria lavar o chão, era fechada a saída e a água transbordava, inundando o recinto. Depois abria-se a saída e a água saia com todas as sujeiras acumuladas, ficando o chão completamente limpo.
Deixando o templo, cada família carregava seu animal sacrificado e o assava, fazendo em suas casas uma ceia festiva, onde todos se vestiam de branco. A ceia seguia os princípios do atual sêder de Pessach, com exceção da inclusão do cordeiro pascal. Após a ceia, muitos iam para as ruas festejar, enquanto outros iam para o Templo, que abria suas portas à meia-noite.
Com a destruição do Templo de Herodes, a impossibilidade de haver um local de reunião e sacrifício tornou inviável a continuação dos sacrifícios de cordeiros. Inicia-se então a transformação de Pessach em uma noite de lembranças, sem o sacrifício pascal.

## Observâncias de Pessach após a destruição do Segundo Templo
Pessach é hoje uma festa central do Judaísmo e serve como uma conexão entre o povo judeu e sua história. Antes do início da festa, os judeus removem todos os alimentos fermentados (chamados chametz) de seus lares e os queimam. Não é permitido permanecer com chametz durante a Pessach. Os objetos de chametz são escondidos, e outros, passíveis de um processo de casherização, são mantidos; os utilizados para cozinhar passam pelo fogo, e os de comidas frias passam pela água. É proibido realizar qualquer trabalho depois de meio-dia de 14 de Nissan, ainda que um judeu possa permitir que um goy realize esse trabalho.
A festa de Pessach é antes de tudo uma festa familiar, onde nas primeiras duas noites (mas somente na primeira noite em Israel) é realizado um jantar especial chamado de Sêder de Pessach. Neste sêder a história do Êxodo do Egito é narrada, e se faz as leituras das bençãos, das histórias da Hagadá, de parábolas e canções judaicas. Durante a refeição, come-se matzá (pão ázimo) e ervas amargas.

## O Seder de Pessach
A cada geração, cada judeu deve se ver como se ele pessoalmente tivesse saído do Egito. Pois está escrito: "Você deverá contar aos seus filhos, neste dia, "Deus fez estes milagres para mim, quando eu saí do Egito..."

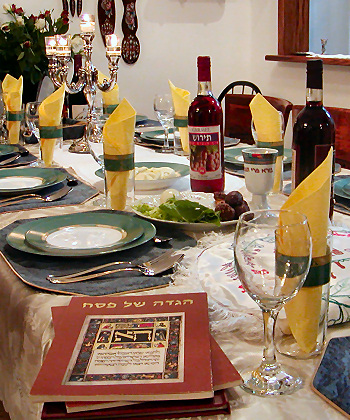
Mesa preparada para a realização do Seder de Pessach.

Esta é a ordem a ser seguida no Seder de Pessach:
- Kadesh (קדש - santificação) - Recitação do kidush e a ingestão do primeiro copo de vinho.
- Urchatz (ורחץ - lavagem) - Lavagem de mãos.
- Karpas (כרפס) - Mergulha-se karpas (batata, ou outro vegetal), em água salgada. Recita-se a benção e a karpas é comida em lembrança às lágrimas do sofrimento do povo de Israel .
- Yachatz (יחץ - divisão da matzá) - A matzá é partida e embrulha-se o pedaço maior e separando-o de lado para o Afikoman .
- Maguid (מגיד - conto) - Conta-se a história do êxodo do Egito e sobre a instituição de Pessach.Inclui a recitação das "Quatro perguntas" e bebe-se o segundo copo de vinho.
- Rachatzá (רחצה - lavagem) - Segunda lavagem de mãos.
- Motzi Matzá (מוציא מצה)- O chefe da casa ergue os três pedaços de matzá e faz as bençãos das matzot. As matzot são partidas e distribuídas.
- Maror (מרור -raiz forte) - São comidas as raízes fortes relembrando a escravidão e o sofrimento dos judeus no Egito.
- Korech (כורך -sanduíche) - Faz-se um sanduíche com a matzá, maror e charosset.
- Shulchan Orech (שולחן עורך)- É realizada a refeição festiva.
- Tzafon (צפון - escondido) - Aqui é comida a matzá que havia sido guardada.
- Barech (ברך - Bircat HaMazon) - É recitada a benção após as refeições. Bebe-se o terceiro copo de vinho.
- Halel (הלל -louvor) - Salmos e cânticos são recitados. Bebe-se o quarto copo de vinho.
- Nirtza (נירצה - ser aceito) - Alguns cânticos são entoados e têm-se o costume de finalizar o jantar com os votos de LeShaná HaBa'á B'Yerushalaim - "Ano que vem em Jerusalém" como afirmação de confiança na redenção final do povo judeu.

Afikoman - Afikoman refere-se à matzá escondida em Yachatz, comida ao final da refeição.

## Chag Matzot

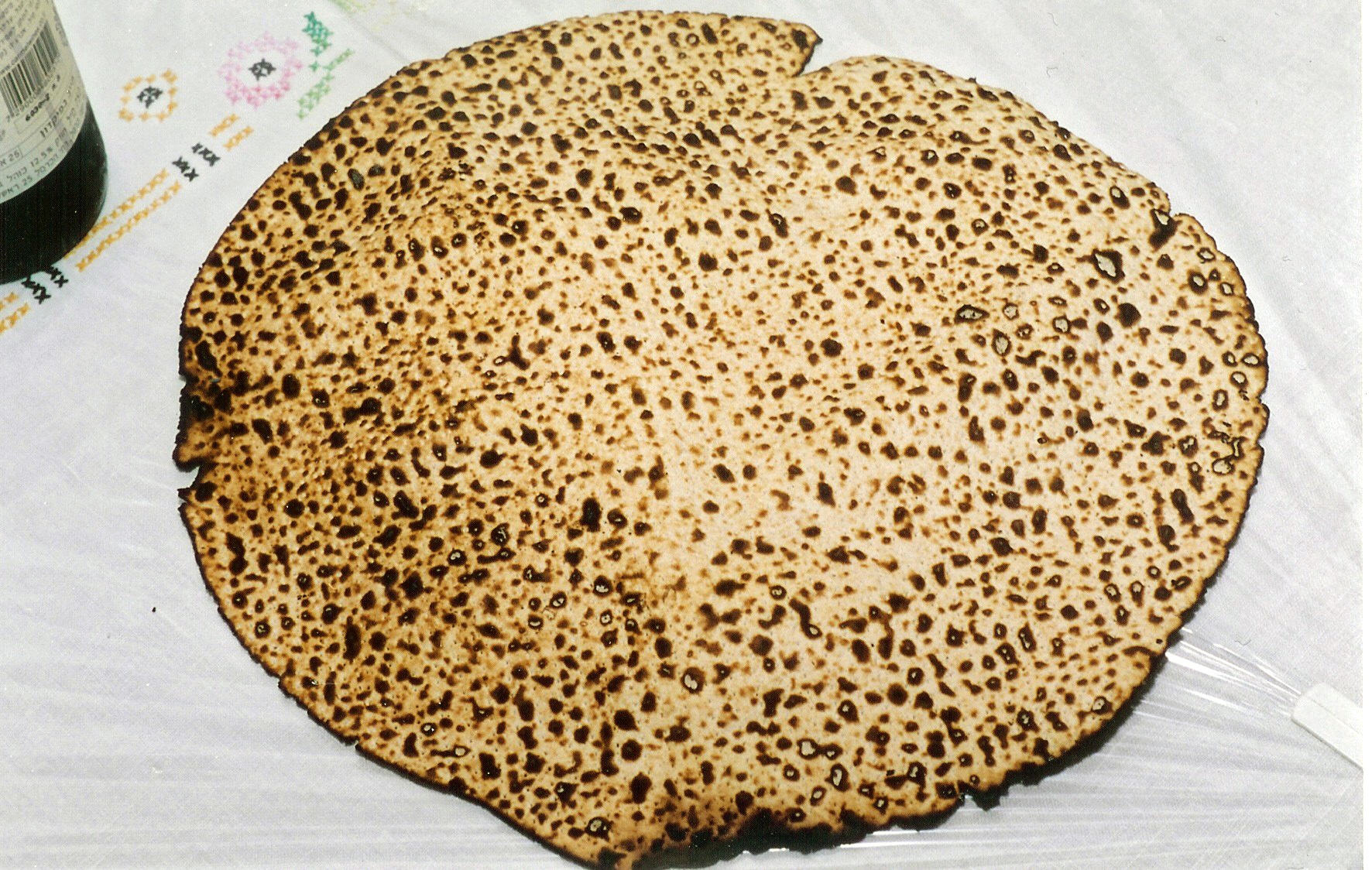
Matzá, pão sem fermento utilizado na comemoração de Pessach.

Chag Matzot (festa dos pães ázimos) é o nome dado ao sete dias de comemoração após Pessach. De acordo com a Torá é proibido ingerir chametz durante este período.
Sete dias você comerá matzot, mas no primeiro dia manterá a levedura fora de sua casa; porque aquele que comer pão fermentado será cortado do povo de Israel.
O primeiro dia será uma festa, e o sétimo dia será uma festa; nenhuma forma de trabalho será feita, exceto o trabalho que gera alimentação.
Observe este dia de uma geração em geração para sempre. No décimo quarto dia do primeiro mês ao por do sol comerás pão sem levedura, até o vigésimo primeiro dia do mês à noite.
(Êxodo, 12: 14-18)
E Moisés disse ao povo: Lembre-se deste dia no qual saiu do Egito, da escravidão; pois por força de sua mão, Deus o tirou daquele lugar, e nenhum pão fermentado será comido. Você está se libertando neste dia do mês de Abib. Assim, quando Deus o levar para a terra dos Canaanitas, dos Hititas, dos Amoritas, dos Hivitas, e dos Jebuseus, que Ele jurou a seus pais lhes dar, uma terra onde flui o leite e o mel, você manterá este serviço neste mês. Sete dias você comerá pão sem levedura, e no sétimo dia será uma festa de homenagem a Deus.
( Êxodo 12, 3-6)

## Período de Pesach (calendário gregoriano)
| Erev Pesach         | Pesach 1            | Pesach 2            | Chol Hamoed 1       | Chol Hamoed 2       | Chol Hamoed 3       | Chol Hamoed 4       | Shvii shel Pesach   | Shmini shel Pesach  |
| ------------------- | ------------------- | ------------------- | ------------------- | ------------------- | ------------------- | ------------------- | ------------------- | ------------------- |
| 12 de Abril de 2025 | 13 de Abril de 2025 | 14 de Abril de 2025 | 15 de Abril de 2025 | 16 de Abril de 2025 | 17 de Abril de 2025 | 18 de Abril de 2025 | 19 de Abril de 2025 | 20 de Abril de 2025 |